# Gagnebin-Affäre
Die Gagnebin-Affäre symbolisiert die Konflikte, die nach dem Jahre 1830 zwischen Konservativen und Liberalen in der Schweiz stattfanden. Die Affäre ist nach Charles-Eugène Gagnebin benannt, der Notar und Gemeindepräsident von Renan war.

## Geschichte
Am 20. Februar 1832 ereignete sich eine Schlägerei in Renan. Einheimische und Flüchtlinge, die aus dem fehlgeschlagenen Aufstand in Neuenburg vom Dezember 1831 Zuflucht in Renan erhielten, gerieten aneinander. Gagnebin bat einige Freunde von auswärts, Personen und Güter zu beschützen, welche von den Neuenburger Republikanern bedroht waren. Diese Maßnahme ging den jurassischen Liberalen zu weit und sie betrachteten diese als Provokation. Gagnebin wurde dann des Amtsmissbrauchs angeklagt.
Im Jahre 1834 wurde Gagnebin in letzter Instanz verurteilt. Er musste für einen Monat ins Gefängnis, verlor für ein Jahr seine Bürgerrechte, wurde aus seinem Amt enthoben und verlor das Notariatspatent. Keiner der Neuenburger wurde bestraft.